# Drassodes gosiutus
Drassodes gosiutus är en spindelart som beskrevs av Chamberlin 1919. Drassodes gosiutus ingår i släktet Drassodes och familjen plattbuksspindlar. Inga underarter finns listade i Catalogue of Life.